# Ropa vieja

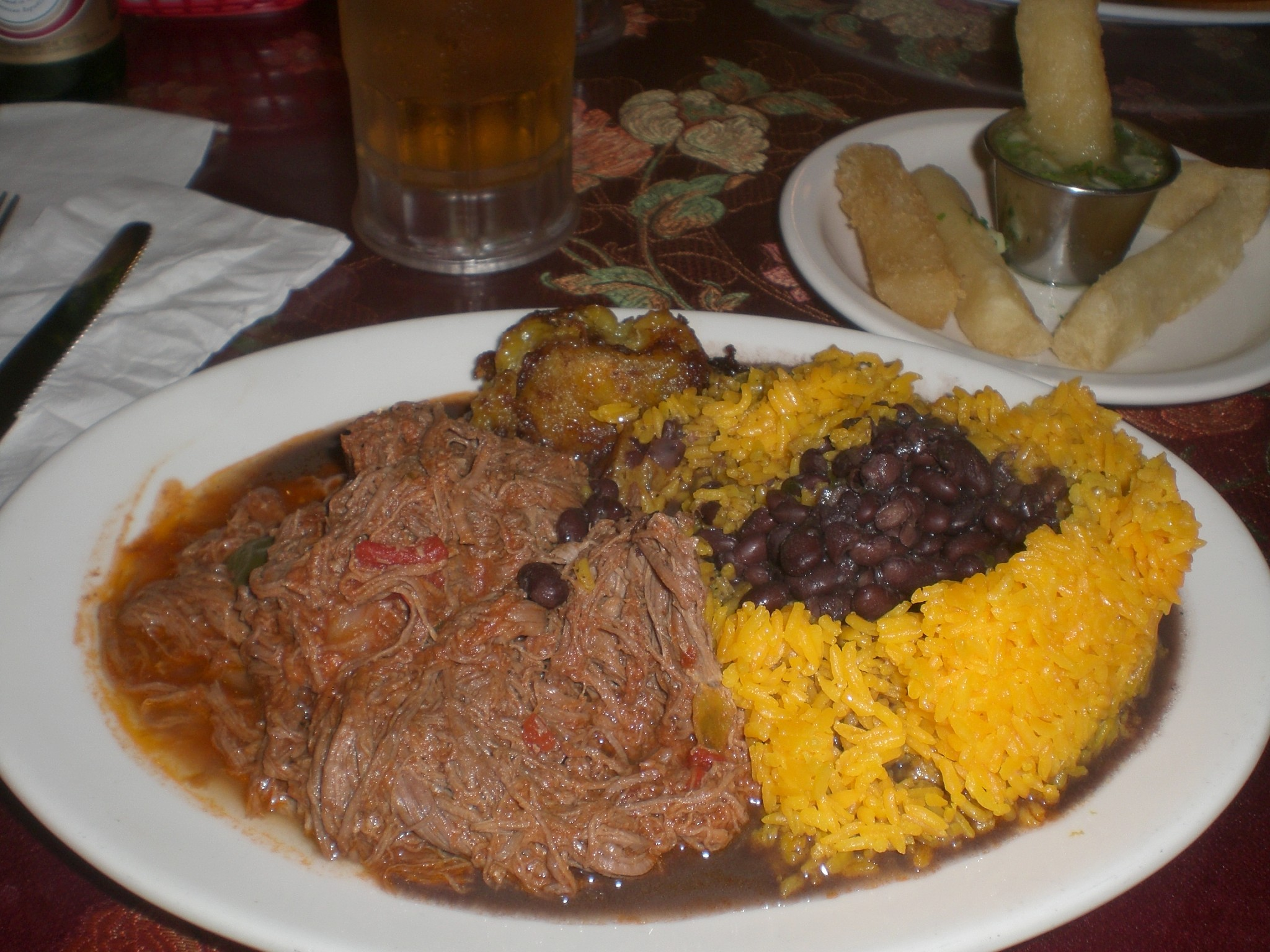
Ropa vieja aus Kuba; zerfleddertes Flanksteak in einer Tomatensauce; als Beilage schwarze Bohnen, gelber Reis, Kochbananen und Yucawurzel, dazu Bier

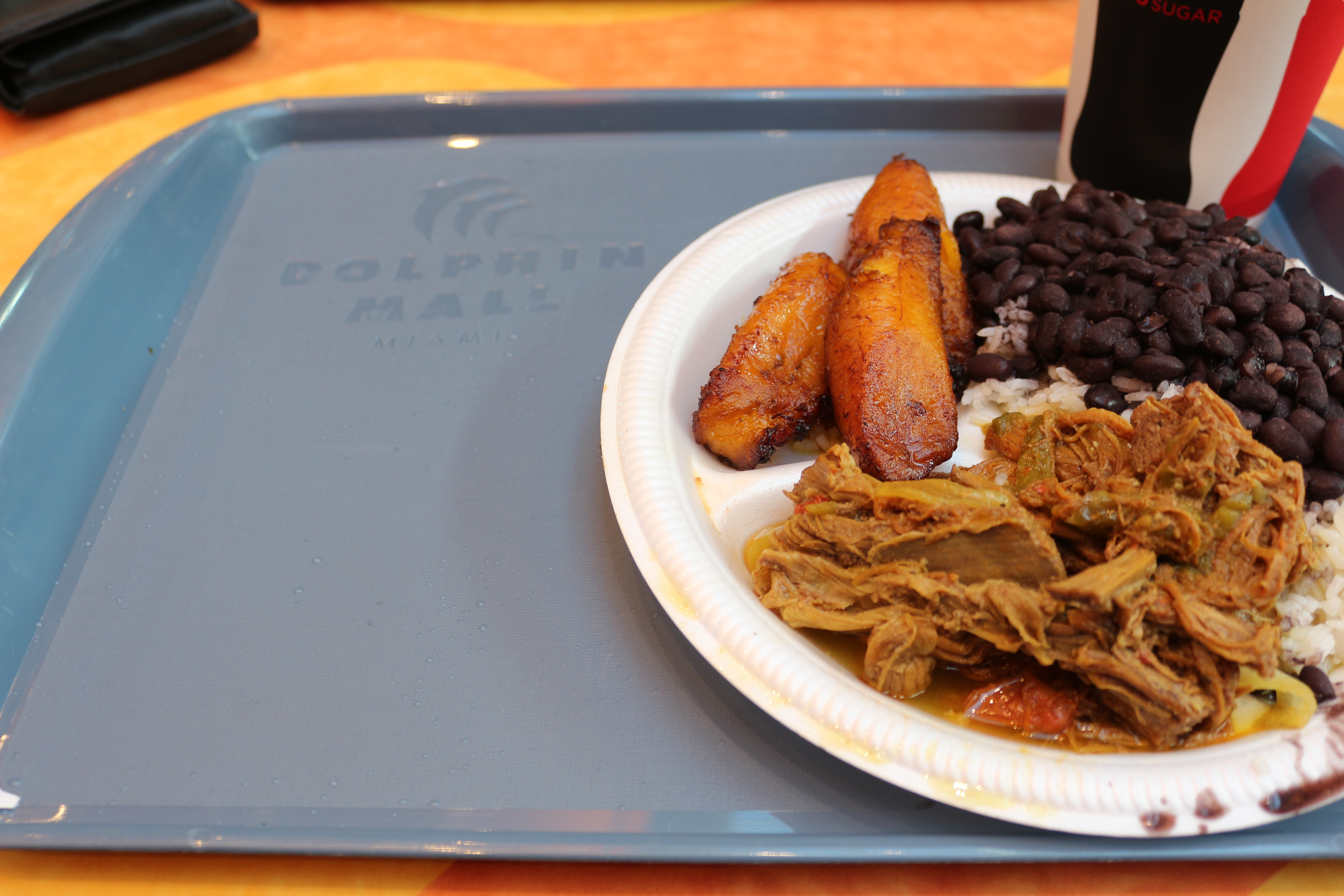
Eine Portion Ropa vieja bestehend aus zerfleddertem Fleisch mit schwarzen Bohnen, weißem Reis und Kochbananen als Beilage auf einem Tablett im Food Court der Dolphin Mall in Sweetwater bei Miami im April 2019.

Ropa vieja (deutsch „alte Kleidung“) ist eines der Nationalgerichte Kubas, wird aber auch in anderen lateinamerikanischen und karibischen Staaten wie Panama und Puerto Rico, im US-Bundesstaat Florida oder auf den Kanarischen Inseln gegessen.
Es besteht vor allem aus geschmortem Rindfleisch und wird mit verschiedenem Gemüse gegessen. Der Ursprung von Ropa vieja ist ein sephardisches Gericht aus dem Mittelalter, das vor über 500 Jahren auf der iberischen Halbinsel entstanden sein dürfte. Da das Kochen am Sabbat nicht erlaubt ist, kochen Sepharden das Fleisch bereits in der Nacht davor und lassen es dabei langsam garen. Durch die Spanier und ihr damaliges Kolonialreich fand das Gericht auch Einzug in die amerikanische Küche.
Der Name Ropa vieja geht auf eine Legende zurück. Einst soll ein armer alter Mann seine eigene Kleidung zerschnitten und gekocht haben, weil er sich für sich und seine Familie kein Essen leisten konnte. Dann habe er über dem köchelnden Gebräu gebetet, woraufhin ein Wunder geschah und sich seine gekochte Kleidung in einen köstlichen Fleischeintopf verwandelte.